# ブローニュ＝ビヤンクール郡
ブローニュ＝ビヤンクール郡 （ブローニュ＝ビヤンクールぐん、フランス語: Arrondissement de Boulogne-Billancourt）は、フランス、イル＝ド＝フランス地域圏、オー＝ド＝セーヌ県の郡。

## 小郡
1. ブローニュ＝ビヤンクール＝ノール＝エスト小郡
2. ブローニュ＝ビヤンクール＝ノール＝ウエスト小郡
3. ブローニュ＝ビヤンクール＝シュド小郡
4. シャヴィル小郡
5. イシー＝レ＝ムリノー＝エスト小郡
6. イシー＝レ＝ムリノー＝ウエスト小郡
7. ムードン小郡
8. サン＝クルー小郡
9. セーヴル小郡

## コミューン
| 1. ブローニュ＝ビヤンクール (92012) | 2. シャヴィル (92022)   | 3. イシー＝レ＝ムリノー (92040) | 4. マルヌ＝ラ＝コケット (92047) |
| 5. ムードン (92048)                 | 6. サン＝クルー (92064) | 7. セーヴル (92072)             | 8. ヴォークレソン (92076)       |
| 9. ヴィル＝ダヴレー (92077)         |                         |                                 |                                 |